# Prígorodni (Tsipka)
|  | Per a altres significats, vegeu «Prígorodni». |

Prígorodni - Пригородный (rus) és un possiólok del krai de Krasnodar, a Rússia. Es troba als vessants meridionals de l'extrem oest del Caucas occidental, a la vora dreta del riu Tuapsé, davant de Zarétxie, a 4 km al nord-est de Tuapsé i a 103 km al sud de Krasnodar.
Pertany al poble de Tsipka.